# Ali Bitchin
Ali Bitchin originariamente Piccini o Piccinino (in arabo علي بيتشين‎?; Venezia, 1560 – Algeri, 1645) è stato un corsaro italiano.
Probabilmente nato a Venezia, si stabilì ad Algeri e si convertì all'Islam; fu uno dei numerosi cosiddetti "rinnegati" che fecero fortuna unendosi ai corsari barbareschi. Nel 1621 fu nominato capo della taifa dei corsari di Algeri. Divenuto particolarmente ricco, commissionò la costruzione dell'omonima moschea da lui fondata nella casba di Algeri. Ostile a stipulare una pace con il Regno di Francia, nel 1637 assalì la stazione commerciale francese del Bastion de France nei pressi di Annaba.

Nel 1638 organizzò una spedizione di navi corsare tunisine ed algerine sotto il suo comando che, dopo aver superato lo stretto di Messina, imperversò lungo le coste calabresi facendo numerosi prigionieri e si diresse poi verso il mare Adriatico. Una flotta veneziana, comandata dall'allora Capitano del Golfo Antonio Marino Cappello, si diede all'inseguimento della spedizione corsara di Bitchin ma, a causa di una forte tempesta, venne rallentata permettendo ai corsari algerini di rifugiarsi nel porto ottomano di Valona. Cappello decise allora di istituire un blocco navale sul porto che durò circa un mese, ma giunta la notizia che una flotta corsara era in avvicinamento in aiuto degli assediati, Cappello decise di passare all'azione e attaccò le navi di Bitchin. Delle sedici navi catturate, quindici vennero affondate ed una portata a Venezia come trofeo. Molti dei corsari vennero giustiziati ma Bitchin e pochi altri riuscirono a fuggire nell'entroterra approfittando del buio. Fra i prigionieri liberati dai veneziani si trovava anche il mercante inglese Francis Knight, autore di Relation of Seven Yeares Slaverie Under the Turkes of Argeire, suffered by an English Captive Merchant pubblicato nel 1640.

Deluso dalla scarsa protezione data a Valona dalle forze ottomane, Bitchin pretese dal sultano Ibrahim I un risarcimento per la perdita delle sue navi. Ibrahim rigettò la richiesta di risarcimento, disconoscendo che, al momento dell'attacco veneziano, le navi corsare di Bitchin fossero al suo servizio, e che la spedizione organizzata da Bitchin e per la quale era stato preso d'assalto era frutto di una iniziativa privata e personale del capo corsaro. Cosa ancor più grave la perdita della flotta a Valona fu un duro colpo per la stabilità della taifa di Algeri, che fu costretta a firmare un trattato di pace con il Regno di Francia nell'estate del 1640. La Francia avrebbe pagato un tributo annuale per l'utilizzo del Bastion de France che sarebbe comunque rimasto territorio neutro anche in caso di guerra tra Regno di Francia e taifa di Algeri; tuttavia il trattato non venne ratificato nel 1641 dal cardinale Richelieu, ma dopo la sua morte, i diplomatici francesi riuscirono a ratificare il trattato. 

Con il coinvolgimento del Regno di Francia nella guerra dei trent'anni, l'impero ottomano decise di trarne vantaggio per sferrare un duro colpo alla Repubblica di Venezia tentando l'invasione dell'isola di Creta. Per assicurare il successo di questa importante operazione militare, l'imperatore ottomano decise di avvalersi di tutte le navi disponibili, comprese quelle delle flotte corsare, ma Bitchin, reso diffidente dalle vicende di Valona, si rifiutò di prestare il proprio servizio senza prima ricevere un compenso come garanzia. Questo rifiuto suscitò le ire del sultano Ibrahim I che ordinò al locale pascià di Algeri di procedere all'esecuzione di Bitchin. Per tutta risposta Bitchin organizzò una rivolta nella città che fu tuttavia sedata dai giannizzeri che scacciarono Bitchin ed i suoi fuori le mura. La reazione di Bitchin fu rapida e, organizzando rapidamente un esercito reclutato dalle tribù circostanti, mise sotto assedio Algeri. Si riuscì tuttavia a trovare un accordo e venne inviato un nuovo pascià ed una lauta somma in denaro in favore di Bitchin. Subito dopo l'arrivo del nuovo inviato da Istanbul, nel 1641 Bitchin morì in circostanze poco chiare, suscitando numerosi sospetti che fosse stato avvelenato.